# Châteauvert
Châteauvert é uma comuna francesa na região administrativa da Provença-Alpes-Costa Azul, no departamento de Var. Estende-se por uma área de 27,52 km². Em 2010 a comuna tinha 170 habitantes (densidade: 6,2 hab./km²).